# Patricia Spratlen
Patricia Spratlen (Columbus, 14 de marzo de 1956) es una deportista estadounidense que compitió en remo. Ganó tres medallas en el Campeonato Mundial de Remo entre los años 1979 y 1983.

## Palmarés internacional
| Campeonato Mundial | Campeonato Mundial | Campeonato Mundial | Campeonato Mundial |
| Año                | Lugar              | Medalla            | Prueba             |
| ------------------ | ------------------ | ------------------ | ------------------ |
| 1979               | Bled (Yugoslavia)  | Medalla de bronce  | Ocho con timonel   |
| 1981               | Múnich (RFA)       | Medalla de plata   | Ocho con timonel   |
| 1983               | Duisburgo (RFA)    | Medalla de plata   | Ocho con timonel   |